# Laurent Marie Salvi
Ne doit pas être confondu avec Lorenzo Salvi.
Laurent Marie Salvi  (Rome, 30 octobre 1782 - Capranica, 12 juin 1856) est un prêtre passioniste italien connu pour avoir propagé la dévotion à l'Enfant Jésus et vénéré comme bienheureux par l'Église catholique.

## Biographie
Il naît à Rome en 1782 dans une famille aisée puisque son père est administrateur des comtes de Carpegna. Parmi les ecclésiastiques qui fréquentent le palais, on compte Dom Mauro Capellari, religieux camaldule qui deviendra pape sous le nom de Grégoire XVI. Il est éduqué par des précepteurs au sein du palais Carpegna puis étudie au Collège romain où il a saint Gaspard del Bufalo comme camarade de classe.
À 18 ans, il demande à son père la permission d’entrer chez les passionistes dont il a entendu parler grâce aux prédications de saint Vincent-Marie Strambi; mais son père n'est pas favorable à cette idée à cause des événements anticléricaux de l'époque comme la république romaine et la déportation de Pie VI. Un an plus tard, Laurent réitère sa demande et son père accepte.
Le 14 novembre 1801, il entre au noviciat passioniste du Monte Argentario, prenant le nom religieux de Laurent Marie de saint François Xavier. Il prononce ses premiers vœux le 20 novembre 1802 et reçoit l'ordination sacerdotale le 29 décembre 1805. En juillet 1809, le pape Pie VII est enlevé par le général Radet ; l’année suivante, un décret supprime les instituts religieux et oblige les prêtres de prêter serment de fidélité à Napoléon Ier. Forcé d'abandonner son couvent, le Père Salvi se retire d'abord à l'église Santa Maria in Publicolispuis à Pieve Torina, où une communauté passioniste s'est réorganisée dans la clandestinité.
C'est là qu'il est atteint d'une grave maladie et doit rester alité de longs mois jusqu’au jour où il prie l’Enfant Jésus. D'après son hagiographie, ce dernier lui apparaît et le guérit avec la promesse de l’aimer et le faire aimer dans son enfance.
En 1814, à la chute de l'empereur, Pie VII rentre à Rome et les instituts religieux se réorganisent. Laurent rejoint alors le couvent des Saints-Jean-et-Paul où il se lie d’amitié avec le bienheureux Dominique Barberi. Désormais, le Père Salvi peut se livrer à la prédication de retraites et de missions paroissiales pendant lesquelles il porte toujours un petit tableau de l'Enfant Jésus et en répand le culte ; il écrit le livre : « L'âme amoureuse de Jésus-Enfant. » Dans sa communauté, cette dévotion est jugée inadéquate pour un passioniste dont la spiritualité doit se centrer sur la Passion du Christ. Pourtant, il obtient de bons résultats dans son apostolat.
Il est nommé supérieur de plusieurs communautés passionistes : Terracina, Monte Argentario, Todi, Vetralla, Rome, et pendant six fois, il est élu conseiller provincial. Il passe les dernières années de sa vie au couvent de Vetralla. Le 12 juin 1856, il meurt à Capranica des suites d'un accident vasculaire cérébral.

## Culte
Sa cause de béatification est introduite le 28 février 1923. Il est reconnu vénérable le 8 février 1988 par Jean-Paul II et béatifié par le même pape le 1er octobre 1989 sur la place Saint-Pierre de Rome avec sa fête fixée au 12 juin. Son corps est vénéré dans l'église passioniste de Vetralla.